# Carnaval de Bahía

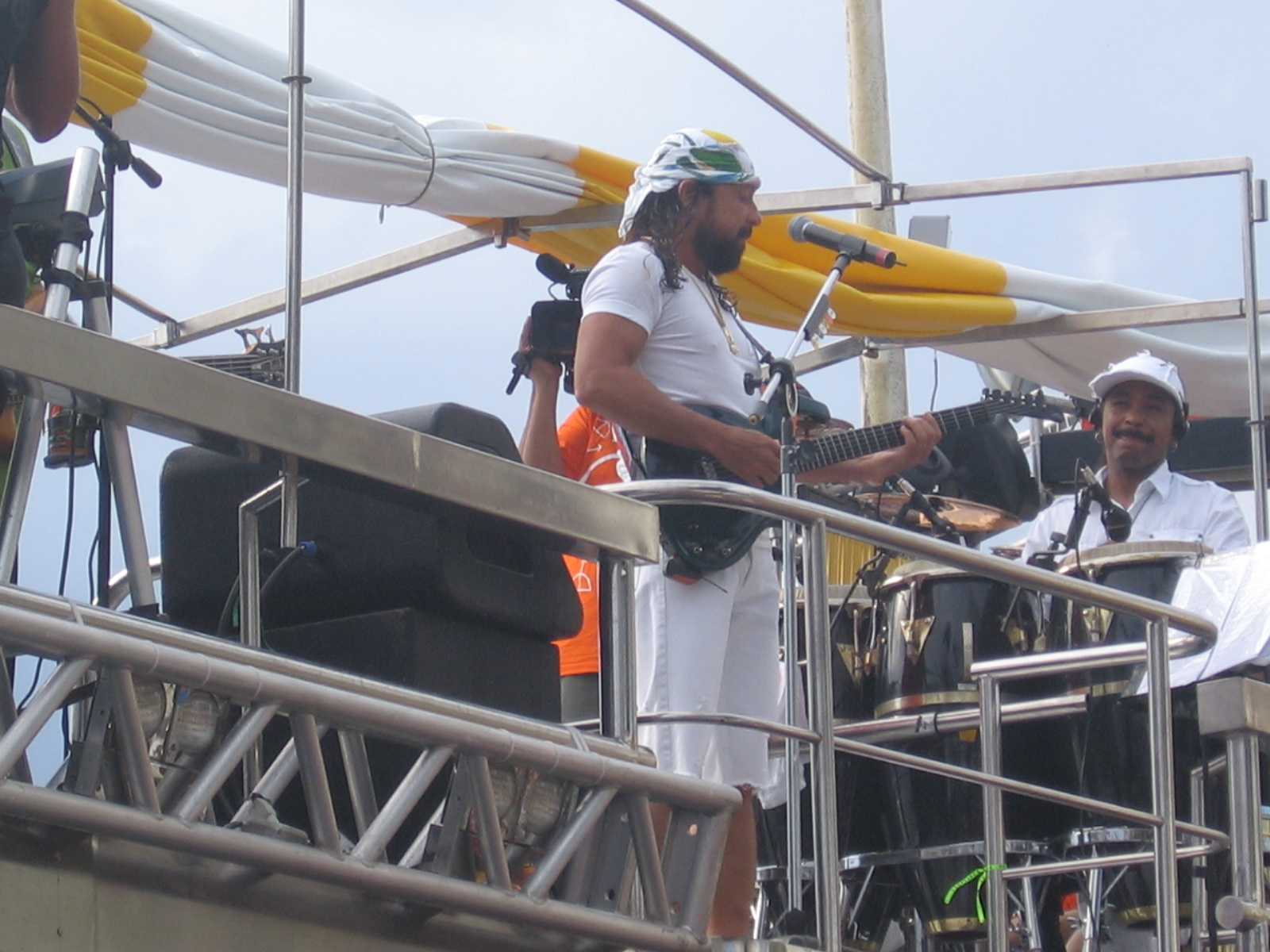
La banda Chiclete com Banana en el carnaval de Salvador (2007).

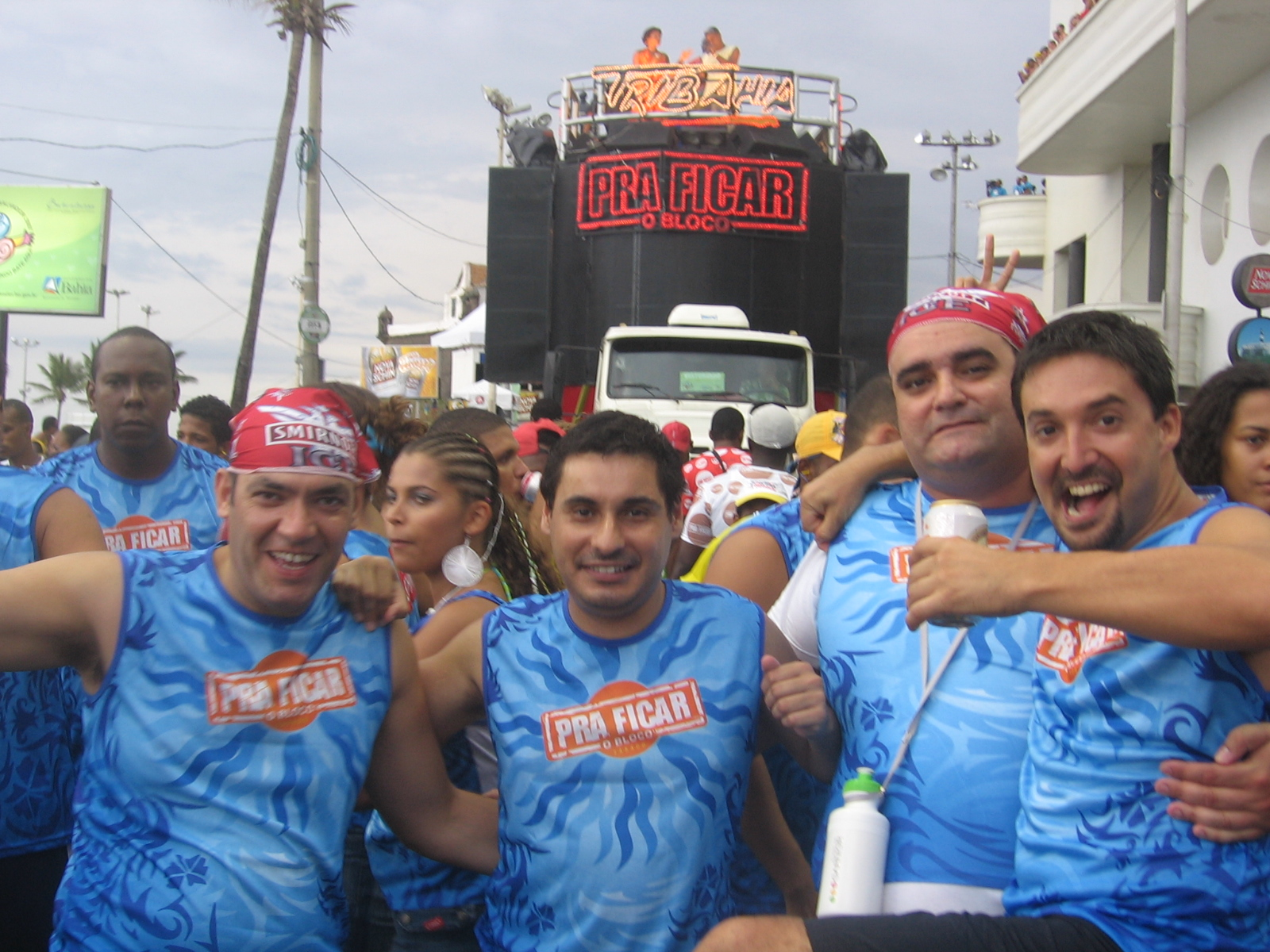
Bloco Pra Ficar (Carnaval de Salvador 2007).

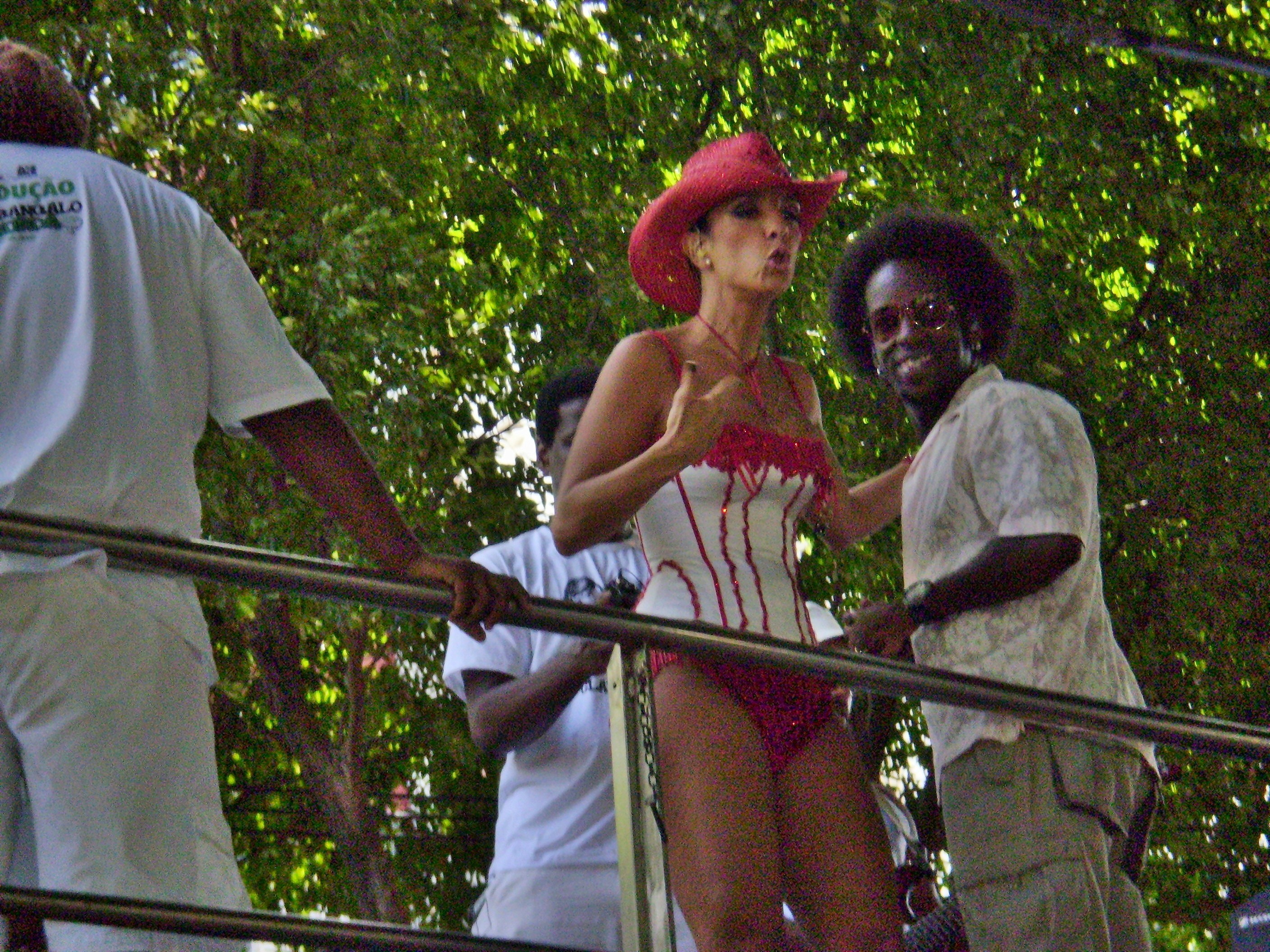
Ivete Sangalo (Carnaval de Salvador 2007).

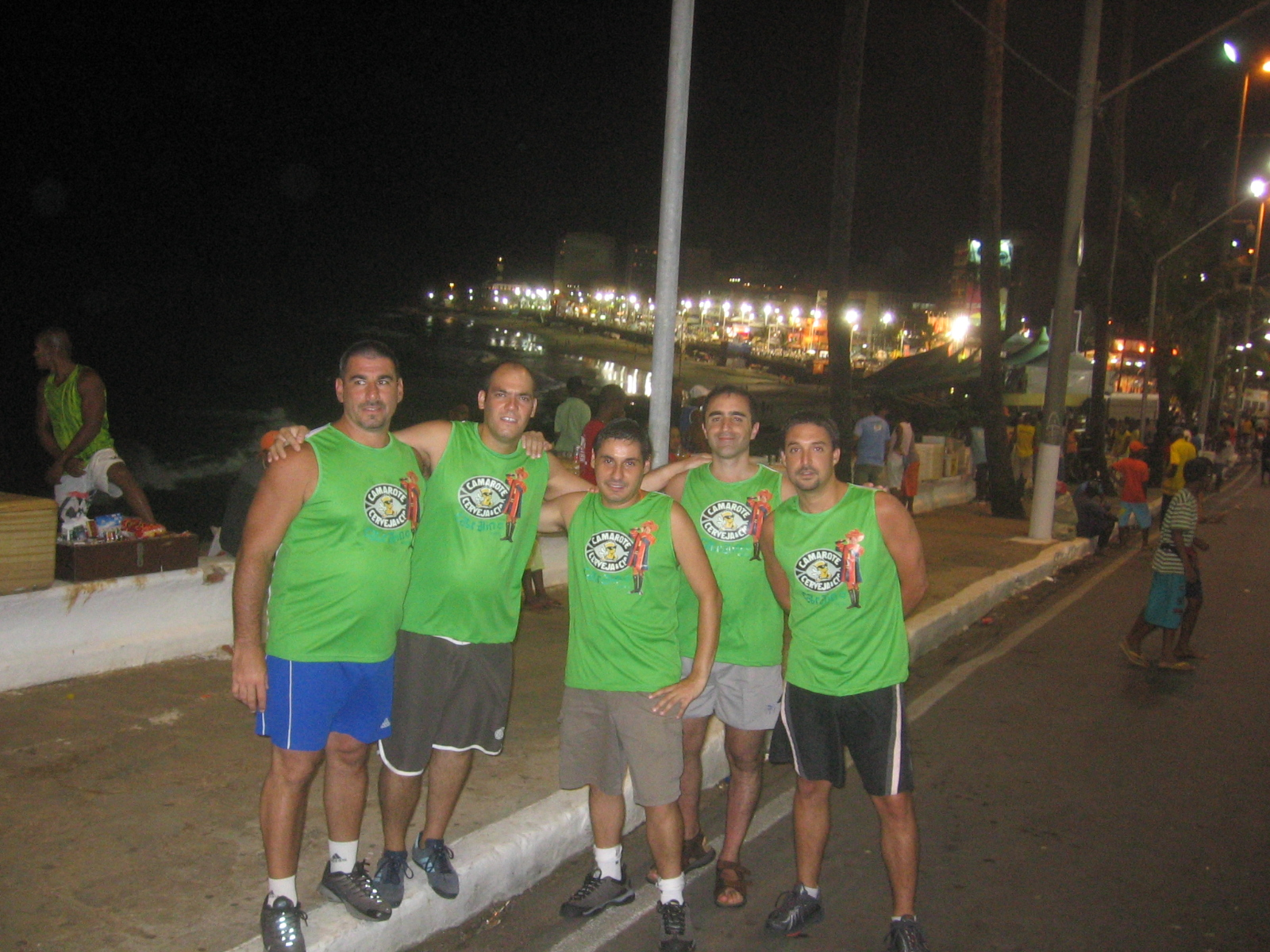
Cerveja & Cia (Carnaval de Salvador 2007).

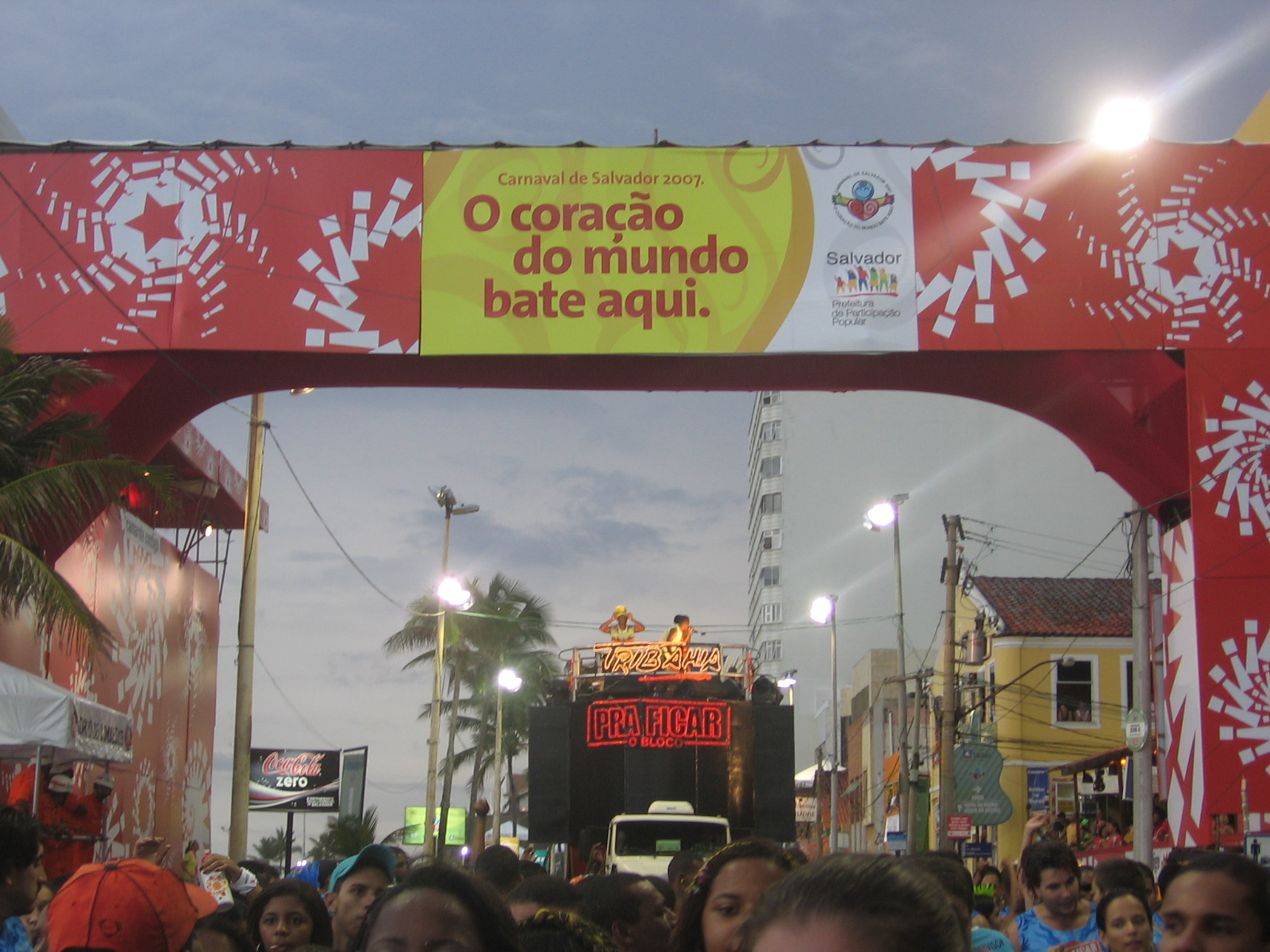
Carnaval de Salvador 2007.

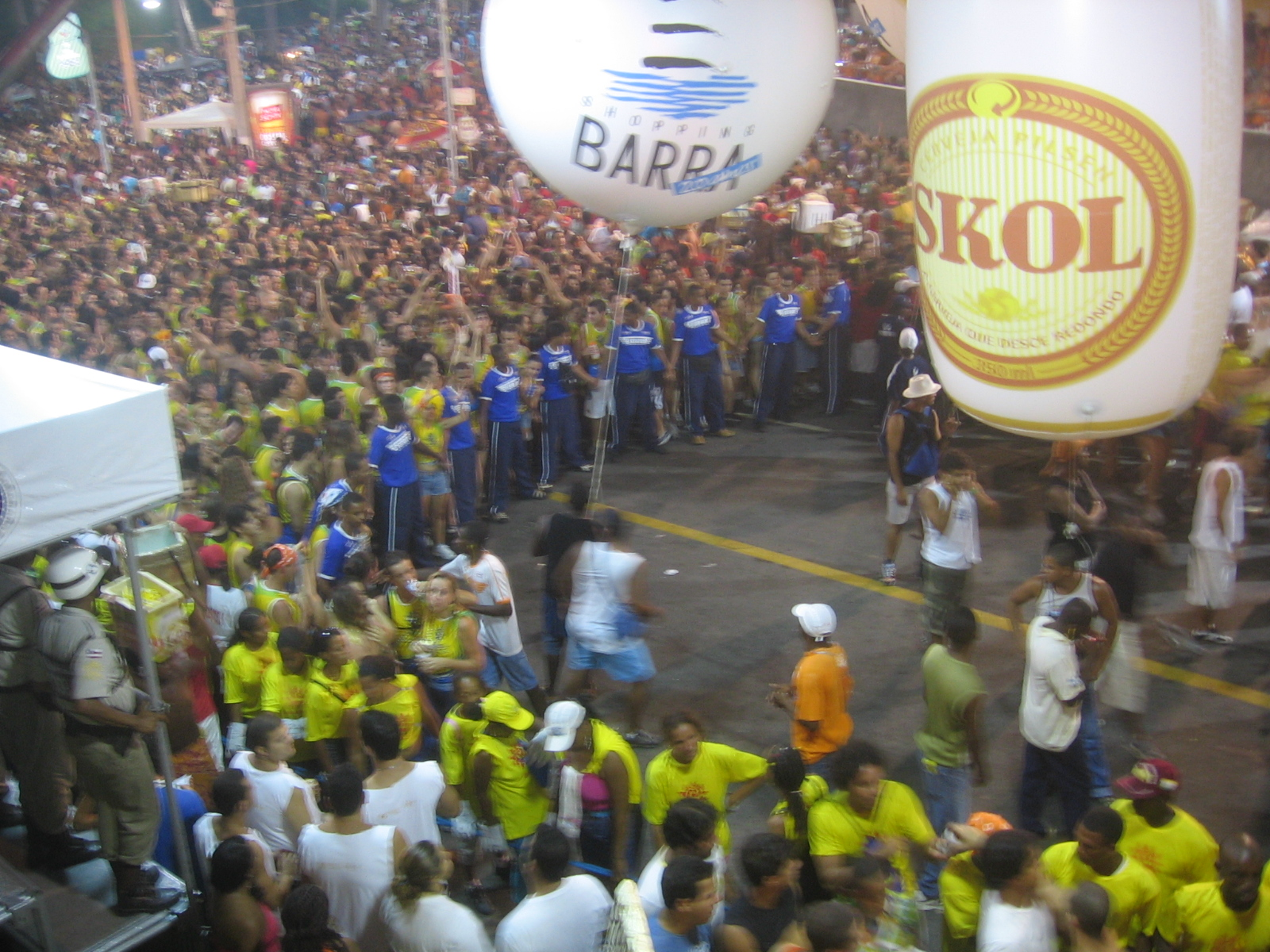
Carnaval de Salvador 2007.

El carnaval de Bahía también conocido como carnaval de Salvador es una de las mayores fiestas del mundo a las que se puede asistir.
Es una de las fiestas más populares y multitudinarias que se celebran en Salvador o Salvador de Bahía, capital del estado de Bahía en Brasil.
Los días que preceden al miércoles de ceniza, la capital de Bahía comienza a desprender un espíritu fiestero haciendo de la ciudad la más africana de Brasil. Encontramos los blocos, la base del Carnaval, grupo de asociaciones que se rigen por un espíritu yoruba originario de Benín, país del África occidental. Los desfiles al ritmo de las batucadas son acompañados de orquestas formadas de percusionistas únicamente. La actividad se centra en la zona denominada Ciudad Alta, muy cerca de la plaza Antonio Castro Alves. Sus calles comienzan a llenarse de tríos eléctricos, que durante tres días y tres noches estos grupos no pararán de tocar música sobre unos camiones acondicionados con un enorme equipo de sonido. A su alrededor se concentra el festejo con la multitud bailando a ritmo de samba, axé y muchos otros ritmos.
Este carnaval es muy distinto al de Río de Janeiro, porque se desarrolla en las calles – y no en un Sambodromo – y toda la gente puede participar. Uno no va a ver el carnaval, sino a estar dentro del mismo.
En Bahía el carnaval comienza 6 días antes del miércoles de ceniza, o sea un jueves por la noche. La atracción principal del carnaval son los trios elétricos (‘tríos eléctricos’), enormes camiones con luces y sonido, arriba de los cuales cantan y bailan alguno de los conjuntos bahianos de moda. Se llaman así desde que en 1950 dos músicos (Dodô and Osmar) decidieron salir por las calles de Salvador en un camión junto con un chofer, tocando su música durante un carnaval. Siguiendo al trío eléctrico, está el bloco, conjunto de personas que pagan una suma de dinero para poder participar del mismo. A cambio, se les da una camiseta ―llamada abadá―, que lo distingue y le permite disfrutar del show desde un lugar cercano al trío, dentro de un cordón o cordão. Los blocos están abiertos al público en general, no se requiere ser miembro previamente. Siempre y cuando haya cupo, se compra el abadá y se es parte del mismo.
Otra forma de disfrutar el carnaval es desde los camarotes, especie de tribunas que se encuentran a lo largo de la ruta que siguen los tríos. Adicionalmente, los camarotes suelen ofrecer barra libre, comida, y pistas con música de DJs para bailar, asemejándose mucho a una discoteca.
Finalmente, si no se quiere pagar por ninguna de estas opciones, se puede disfrutar del carnaval de pipoca (palomitas de maíz, por estar siempre saltando). La gente aquí no pertenece a un bloco, pero acompaña al trío eléctrico desde fuera del cordón.
Y sino, simplemente se puede gozar del carnaval desde las barracas (puestos de venta de bebidas), ubicadas a lo largo de los distintos circuitos del carnaval, donde se reúne la gente y organiza sus fiestas paralelas. Sin dudas, el mejor lugar de todos para relacionarse con la gente del lugar y el más económico!

## Circuitos del carnaval
Campo Grande – Plaza Castro Alves, también llamado Avenidas o circuito Osmar: es el original, comenzó en 1950, y transita las calles del centro de Salvador. El recorrido dura alrededor de 6 horas y el desfile de blocos comienza al mediodía.
Barra – Ondina, también llamado Dodo: parte desde el Farol de Barra hasta la playa de Ondina. Comenzó en 1992 y hoy es el más turístico, por los paisajes que permite observar en su camino y por ser menos peligroso que el anterior. El recorrido dura alrededor de 4 horas y el desfile de blocos comienza al atardecer.
Pelourinho o Batatinha: aquí no hay tríos eléctricos, solamente bandas musicales recorriendo esta zona de la ciudad, y blocos de niños.
Los blocos desfilan por los dos circuitos principales, en distintos días. Los conjuntos musicales que los alegran pueden salir con distintos blocos según el día, no son fijos. Los precios para participar en uno dependen de la importancia del número musical, y pueden variar desde los 50 hasta 500 dólares estadounidenses al día. Las dos principales atracciones musicales son Bell Marques e Ivete Sangalo. Bell Marques anima los blocos Nana Banana, Camaleão y Voa Voa, mientras que Ivete anima Coruja y Cerveja & Cia. Según el día del carnaval que sea, salen con un bloco o con otro.
Otras atracciones musicales importantes que participan del carnaval son Durval Lelys, Daniela Mercury, Banda Eva, Timbalada, Olodum, Araketu, Gilberto Gil, Carlinhos Brown,BaianaSystem  etc.